# Stibochiona rothschildi
Stibochiona rothschildi är en fjärilsart som beskrevs av Hans Fruhstorfer 1894. Stibochiona rothschildi ingår i släktet Stibochiona och familjen praktfjärilar. Inga underarter finns listade i Catalogue of Life.